# Nocticola brooksi
Nocticola brooksi är en kackerlacksart som beskrevs av Roth, L. M. 1995. Nocticola brooksi ingår i släktet Nocticola och familjen Nocticolidae. Inga underarter finns listade i Catalogue of Life.